# Жеребцова-Андреева, Анна Григорьевна
А́нна Григо́рьевна Жеребцо́ва-Андре́ева, по первому мужу Евреинова (28 сентября 1868, Гродно — 23 марта 1944, Рига) — камерная певица, профессор Петербургской и Латвийской консерваторий, вокальный педагог. Супруга солиста Мариинского театра, баритона, Николая Васильевича Андреева (ум. 1919).

## Биография
Анна Жеребцова-Андреева родилась в 1868 году в городе Гродно (ныне Республика Беларусь), который тогда находился в составе Российской империи. В 1892 году она окончила Петербургскую консерваторию, где проходила обучение у педагога Н. А. Ирецкой, которая также обучала свою дочь Наталью Константиновну Ирецкую-Акцери, которая позже, повторив судьбу Жеребцовой, эмигрировала в Ригу.

## Дебют
Дебют молодой певицы состоялся в 1891 году, в рамках консерваторского концерта, организатором которого выступил Римский-Корсаков. Композитор был очарован первой встречей с Жеребцовой, а сама певица тоже получила самые положительные впечатления, которые и изложила в книге мемуаров «Мои встречи с Римским-Корсаковым», которая была включена в состав автобиографического сборника «Мои песни о Риге».
Далее певица описывает сам момент своего выступления на концерте, когда она начинает петь свою арию и вдруг с непередаваемым ужасом она слышит, что оркестровое сопровождение кардинально отличается от фортепьянного варианта. Ученик Римского-Корсакова, Бравчинский, решил богато оркестровать свой аккомпанемент, который не был узнан дебютировавшей певицей. В процессе исполнения Жеребцова была уверена, что санкции в её адрес после концерта последуют незамедлительно, но тем не менее продолжала петь, хотя в душе была полна отчаяния. Однако реакция зрителей после концерта была прямо противоположна той, которую она ожидала, Римский-Корсаков и автор аккомпанемента Бравчинский долго и горячо благодарили её за великолепное исполнение арии Леля. Потом она рассмешила их рассказом о своих сценических переживаниях. В конце пассажа она пишет: «Часто глядя на знаменитого композитора, я думала, какой это ещё, помимо всего, замечательный человек!»
После концертной программы Рисский-Корсаков познакомил юную певицу с родственниками композитора Михаила Глинки, в частности, с его сестрой Людмилой Ивановной Шестаковой. Перед членами семьи к тому времени покойного композитора она исполнила его произведение «Жаворонок», любимую песню Людмилы Ивановны, которая на следующий день при личной встрече после долгого рассказа о подробностях жизни и творчества своего известного брата, сделала успешной дебютантке важный подарок: книгу воспоминаний о брате, снабдив её трогательной дарственной надписью: «Звонкому жаворонку А. Г. Жеребцовой от сестры Глинки». С этого момента это благородное, почётное прозвище навсегда закрепилось за певицей.

## Творчество
Середина 1890-х годов прошла для Жеребцовой под знаком многочисленных турне по странам Европы и по пространству Российской империи. В частности, на гастроли в Одессу её пригласил тот же Римский-Корсаков, встречавший Анну на вокзале. Эти гастроли стали судьбоносными в творческом восхождении Жеребцовой. Значимым также оказалось турне в Голландию, благодаря которому с Жеребцовой познакомились западноевропейские ценители оперного искусства.
Вскоре после окончания зарубежных гастролей, после завоевания первого пика популярности молодая певица стала завсегдатаем творческих музыкальных вечеров в рамках деятельности петербургского Беляевского кружка, регулярно происходивших на квартире у Беляевых на Загородном проспекте № 28. Главой и идейным вдохновителем Беляевского кружка был Римский-Корсаков. Там ей удалось свести знакомство с Анатолием Константиновичем Лядовым, мастером симфоний и фортепьянной миниатюры; Александром Константиновичем Глазуновым, композитором, создавшим ряд монументальных симфонических произведений и оказавшим влияние на развитие камерных и балетных жанров и многих других известных музыкантов. Сам Беляев, инициатор проведения русских симфонических оркестров в Лейпциге, необычайно тепло относился к певице.
На квартире Беляева Жеребцова исполнила посвящённые ей произведения: «Ангелы» Римского-Корсакова, «Поэзию» Аренского и «Тебе не грустно» Щербакова.
Певица вступила в ряды членов Петербургского камерного общества, неоднократно гастролировала по Германии, которая стала её любимым иностранным государством, а после кончины композитора Римского-Корсакова в 1908 году тесная искренняя дружба сблизила её с Надеждой Николаевной Пургольц, вдовой Корсакова. Сама Жеребцова буквально вкладывала душу, неповторимо исполняя романсы, написанные Римским-Корсаковым.
Очень многие зарубежные новинки, пересекшие границу России, впервые были озвучены голосом Анны Жеребцовой. Например, произведения Клода Дебюсси, Рихарда Штрауса, Мориса Равеля, Прокофьева, Стравинского, Аренского и Щербакова.
С 1903 года Жеребцова занялась преподавательской деятельностью. В начале 10-х годов Жеребцова стала преподавателем Петербургской консерватории, продолжив традиции школы Ирецкой, которую некогда ей посчастливилось пройти самой.

## Жизнь в эмиграции
После эмиграции в Ригу в 1922 году Жеребцова занялась преподавательской деятельностью в Латвийской консерватории. В результате её многолетней преподавательской деятельности были зажжены такие латвийские певческие таланты, как артистка Лиепайской оперы М. Скуиня и главное действующее лицо шаляпинских берлинских вечерних концертов Ж. Сладкарова-Яковлева, которая участвовала в этих организованных Шаляпиным спектаклях в составе Латвийской Национальной оперы.
Долгое время Анна Жеребцова-Андреева давала частные уроки пения. Скончалась в оккупированной нацистами Риге 23 марта 1944 года. Похоронена 26 марта на Покровском кладбище. Её могила была приведена в порядок активистом Пушкинского общества Латвии Светланой Видякиной.
Анна Григорьевна Жеребцова-Андреева оказалось незаслуженно забытой в послевоенное время, при этом именно благодаря своему редкому драматическому сопрано она стяжала себе славу «Звонкого жаворонка» на рубеже веков. Её наследие всецело принадлежит русской культуре Серебряного века, а её педагогические заслуги неоспоримы, поскольку известно, что многие её ученики выступали со сцены Мариинского театра.

## Семья
В браке с Н. В. Андреевым родилось двое детей — дочь Кира и сын Алексей (1905—1949), ставший футболистом сборной Латвии, а позднее — оперным певцом.

## Сочинения
- Жеребцова-Андреева А. Г. Мои встречи с Николаем Андреевичем Римским-Корсаковым // Русская песня в Риге : Сб. статей под ред. А. Перова. — Рига, 1939. — С. 99—106.